# Горна Ръжана
Горна Ръжа̀на или Горня Ръжа̀на (на сръбски: Горња Ржана или Gornja Ržana) е село в Община Босилеград, Западните покрайнини, Сърбия.

## География
Горна Ръжана се намира в най-западния дял на разделената от българо-сръбската граница област Краище. То е разположено във вископланински район на изток от българо-сръбската граница от периода 1878 – 1920 година. Землището му, което Йордан Захариев нарича „кът на изворите“, е едно от най-обширните в Краище. През него тече Ръжанската река и нейните притоци, богати на пъстърва.
Селото е съставено от 9 разпръснати махали – Ва̀лог, Долѝнчанье, Герацѝ, Бо̀нджина махала, Плавѝло, Пипѐркова махала, Бѐрковци, Вѝдимска махала и Мѝшавци. Днес някои от махалите са обезлюдени.

## История
Между Горна и Долна Ръжана се намират останки, които според Феликс Каниц са следи от антични укрепления.
Селото се споменава за пръв път в османски данъчен регистър от 1576 година под името Иржана. За основаваенто му съществуват различни легенди – че са преселници от Скопие или от съседните села.
До 1878 година Горня Ръжана е господарско село и земите му принадлежат на турски чифликчии, на които селяните изплащат рента. Според османо-турски документи в 1864 година Ръжана баля има 29 ханета (117 жители от мъжки пол), а в 1874 година – 35 ханета (146 мъже).
От 1878 до 1920 година селото е в границите на България и е част последователно от Изворска (до 1889 г.), Босилеградска (до 1901 г.) и Кюстендилска околия. До 1887 г. е в състава на община Божица, а след това – в Горнолисинска община.
През 1878 година земите на чифликчиите са взети от местните жители, които ги обработват, и по-късно, след правителствен заем, са изплатени на предишните им собственици. Този заем ръжанчани изплащат в продължение на десетилетия.
По силата на Ньойския договор от 1919 година селото е включено в пределите на Кралството на сърби, хървати и словенци. През 1941 – 1944 година Горна Ръжана, както и останалите села в Западните покрайнини, отново е под българско управление. След 1944 година е в границите на Югославия и наследилата я след разпада ѝ Сърбия.
През 1955 – 1956 година е построена нова училищна сграда. През учебната 2009 – 2010 година в училището е записан само един ученик.

## Население след 1878 г.
- 1880 – 270 жители
- 1900 – 343 жители
- 1948 – 414 жители
- 1953 – 424 жители
- 1961 – 401 жители
- 1971 – 337 жители
- 1981 – 235 жители
- 1991 – 168 жители
- 2002 – 95 жители
- 2011 – 66 жители

Въпреки че селото е почти изцяло българско, при преброяването от 2002 година 64,21% от жителите му са записани като югославяни, 18,94% като сърби, а 15,78% като българи. През същата година са регистрирани 29 домакинства. При преброяването от 2022 година като българи са се регистрирали 86,7%, 3,3% с неустановен етнос и 6,7% са записани като неизвестни.  

## Редовни събития
Ежегоден събор на Света Троица.